# Радачинешти (Валча)
Радачинешти (рум. Rădăcinești) насеље је у Румунији у округу Валча у општини Бериславешти. Oпштина се налази на надморској висини од 489 m.

## Становништво
Према подацима из 2002. године у насељу је живело 816 становника, од којих су сви румунске националности.